# Дубровачка повеља
Дубровачка повеља је документ из 1230. године, када бугарски цар Јован Асен II даје дубровачким трговцима право да слободно тргују у својој земљи.
Повеља садржи податке о територијалној експанзији Другог бугарског царства након Битке код Клокотнице, када се Асенова држава знатно увећала у правцу југа и југозапада на рачун пораженог Солунског царства Теодора Дуке Комнина.
Повељом се дају права трговцима из Дубровника да се слободно крећу по територији читавог Бугарског царства, исто као и домаћи пословни људи. У њој се наводе бројне области које су у то вријеме улазиле у састав Другог бугарског царства: од  Београда и Браничева на сјеверозападу, до Једрена и Димотике на југоистоку и од Карвуне на сјевероистоку, до Девола и „арбанашких земаља” на југозападу. Управо ово простирање све до Солуна сугерише да је период настанка повеље био након  9. марта 1230. године, односно Битке код Клокотнице.
И поред тога што су бројне области наведене, поједине само по називу њихових административних седишта, неке области, које су улазиле у састав Другог Бугарског царства, као што су Софија и Ниш су остале непоменуте.
Документ садржи и вриједне податке о управној подјели Бугарске државе, као и о стању бугарског језика у 13. вијеку.
Документ има свега 13 редова текста, укључујући и потпис и написан је на хартији величине 240 х 143 mm. Све до 1817. године се чувао у Дубровачком архиву, када је Јеремија Гагић, руски вицеконзул у Дубровнику, успео да дође до ње. Он ју је 1836. године, заједно са Повељом Кулина бана (из 1189) и Повељом Херцега Владислава (из 1480), уступио рукописном одељењу Библиотеке Руске академије наука у Санкт Петербургу. Од средине 19. вијека је публикована више од двадесет пута.